# Grantgazelle
De Grantgazelle of Grants gazelle (Nanger granti) is een Oost-Afrikaanse gazellesoort.

## Kenmerken
De Grantgazelle is een grote, slanke gazellesoort die hoog op de poten staat. Hij heeft een korte, zandkleurige vacht, die op de kop en de nek lichter van kleur is. De onderzijde en de binnenzijde van de poten is wit, evenals de achterzijde en de staart (behalve de zwarte franje aan het einde van de staart). Aan de staartwortel krult het witte gedeelte licht. Jonge dieren hebben een donkere horizontale streep op de flank, die de zandkleurige bovenzijde scheidt van de witte onderzijde. Soms komt deze streep ook bij volwassen dieren voor, afhankelijk van de regio. De Grantgazelle heeft een witte gezichtstekening, die bestaat uit witte vlekken rond de ogen, aan de zijkant van de snuit, rond de neus en op de kin. Een zwarte streep loopt van de ogen langs de snuit naar de mondhoeken, en een andere streep loopt over de snuit boven de neus.
De ogen zijn vrij klein, maar de mond is voor een gazelle vrij groot. Boven de neusgaten zit een licht opblaasbare huidzak.
Zowel mannetjes als vrouwtjes dragen hoorns, die liervormig en zeer geringd zijn. De hoorns zijn tussen de 50 en 80 centimeter lang. De hoorns van vrouwtjes zijn kleiner dan die van mannetjes.
De Grantgazelle heeft een kop-romplengte van 140 tot 166 centimeter en een staartlengte van 20 tot 28 centimeter. Mannetjes zijn groter dan vrouwtjes. Mannetjes hebben een schofthoogte van 85 tot 91 centimeter en een lichaamsgewicht van 60 tot 81,5 kilogram, vrouwtjes hebben een schofthoogte van 78 tot 83 centimeter en een lichaamsgewicht van 38 tot 67 kilogram.

## Taxonomie
Twee ondersoorten zijn van deze soort afgesplitst op basis van genetische en morfologische verschillen: Nanger notatus en Nanger petersii.

## Verspreiding, leefgebied en voedsel
De Grantgazelle leeft in open vlakten en droge struikgebieden in Oost-Afrika, ten oosten van de Grote Slenk. Hij voedt zich met jonge, groene grassen, kruiden en bladeren, aangevuld met vruchten. De Grantgazelle graast voornamelijk in de schemering, maar is de gehele dag door actief. Uit zijn voedsel haalt hij voldoende vocht, zodat hij niet afhankelijk is van waterbronnen en in drogere gebieden voor kan komen dan veel andere antilopen. Deze soort trekt in het droge seizoen naar voedzamere graasplekken. In gebieden waar voedsel het gehele jaar door voorradig is, zal het dier niet trekken.

## Sociaal gedrag en voortplanting
In de bronsttijd leven Grantgazellen in harems, bestaande uit een dominant mannetje en tien tot dertig vrouwtjes en hun jongen. Het dominante mannetje houdt een territorium bij van 8 hectare tot wel 10 km². Een mannetje is meestal pas een jaar of drie oud eer hij een harem kan handhaven. Buiten de bronsttijd leeft deze gazellesoort in grotere kudden van tot wel vijfhonderd dieren. De Grantgazelle leeft ook vaak in gemengde kudden met andere hoefdieren.
Er zijn jaarlijks twee bronstperioden. Tijdens deze perioden vechten de mannetjes vaker en tonen ze territoriaal gedrag. Na een draagtijd van zes maanden wordt één kalf geboren. Als een vrouwtje moet werpen, zondert ze zich af van de kudde naar een plek met veel beschutting. Het kalf blijft de eerste vier tot zes weken verborgen in het struikgewas. De moeder houdt gedurende deze tijd kleinere predatoren weg bij haar jong.